# 2페니 법
2페니 법(Two-Penny Act)은 1758년 북아메리카 버지니아 의회에서 통과된 법으로 버지니아 식민지에 있는 영국 소속의 목회자들에 대한 봉급에 영향을 주게 된 법이다. 이 법은 미국의 독립에 영향을 준 사제의 소송의 한 목록에 속한다.
이 법을 통하여 버지니아 식민지에 사는 주민들이 성직자에 대항하는 반성직자 정서를 낳게 되었다. 성직자에 대한 봉급은 담배농사의 수확에 따라서 책정되었는 데, 3년 내내 형편없는 수확이 발생하자 의회를 열어 성직자의 봉급을 재심의 하게 된다. 그 결과, 성직자의 임금이 평소의 삼분의 일로 재책정된 법이 통과되었다. 1759년 5월에 영국의 의회에 제의되었지만, 영국 의회는 거절하고 다시는 이런 일이 없기를 당부한다.

## 같이 보기
- 사제의 소송